# Victoria Farnesio
Victoria Farnesio (en italiano, Vittoria Farnese; Parma, 29 de abril de 1618-Módena, 10 de agosto de 1649) fue una noble italiana, hija de Ranuccio I Farnesio y de Margarita Aldobrandini.
Se casó en Parma el 12 de febrero de 1648 con Francisco I, duque de Módena y Reggio, viudo de su hermana, María. Tuvieron una hija, Victoria de Este (1649-1656), que murió en la infancia.
Victoria murió después de dar a luz a su única hija, el 10 de agosto de 1649.